# Agranulocytos
Agranulocytos eller granulocytopeni är ett akut sjukdomstillstånd av allvarlig leukopeni (för få vita blodkroppar). Det orsakas vanligen av brist på neutrofila granulocyter, vilket då kallas neutropeni. Agranulocytos kallas tillståndet när kroppen i mycket hög grad lider brist på något slag av infektionsbekämpande vita blodkroppar. Eftersom detta innebär att immunförsvaret är satt ur spel, finns en överhängande risk att personen inte kommer att kunna bekämpa främmande bakterier eller virus.
Agranulocytos kännetecknas av att andelen granulocyter sjunker till under 100 celler/mm³, vilket är mindre än 5 procent av det normala värdet. Tillståndet kan vara asymptomatiskt, men brukar först ge sig till känna genom halsont, plötslig feber, eventuellt med urinvägsinfektion, och ibland leda till plötslig blodförgiftning. Vilken sjukdom som uppkommer beror på vilka smittämnen som personen utsätts för.
Flera läkemedel kan ge agranulocytos som biverkning, däribland antiepileptica, medicin mot giftstruma, antibiotika, neuroleptica och antidepressiv medicin. Det kan också uppkomma hos narkomaner.
Tillståndet behandlas med antibiotika, febernedsättande preparat och genom att utsätta den medicin som orsakar tillståndet.